# Новый Мир (Херсонская область)
Новый Мир (укр. Новий Мир) — село в Генической городской общине Генического района Херсонской области Украины.
Население по переписи 2001 года составляло 228 человек. Почтовый индекс — 75532. Телефонный код — 55-34. Код КОАТУУ — 6522184009.

## История
В 1946 году указом ПВС УССР населённый пункт участок 3-й колхоза им. Сталина переименован в хутор Новый Мир.

## Местный совет
75530, Херсонская обл., Генический р-н, с. Ровное, ул. Ленина, 28

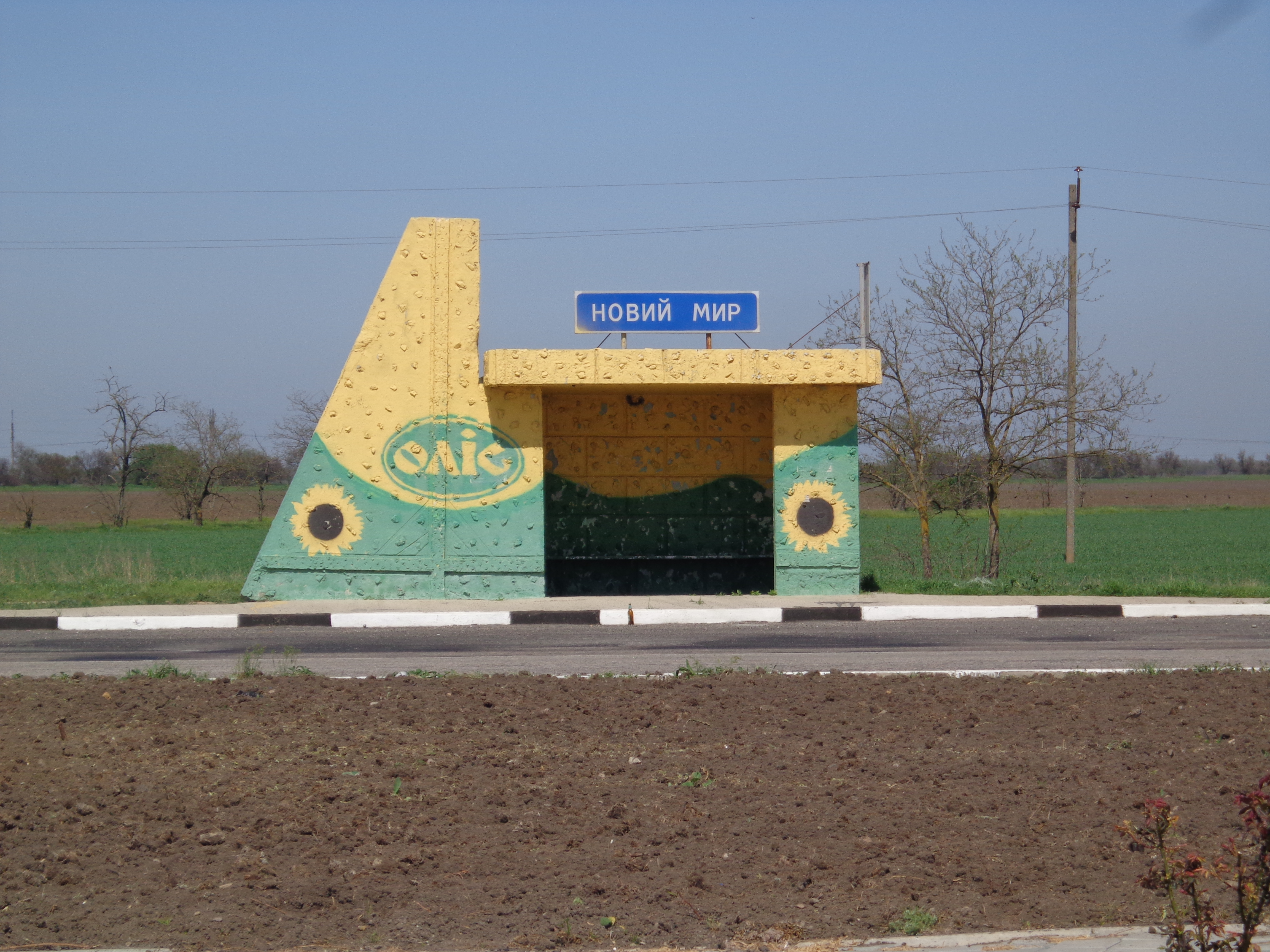
Автобусная остановка
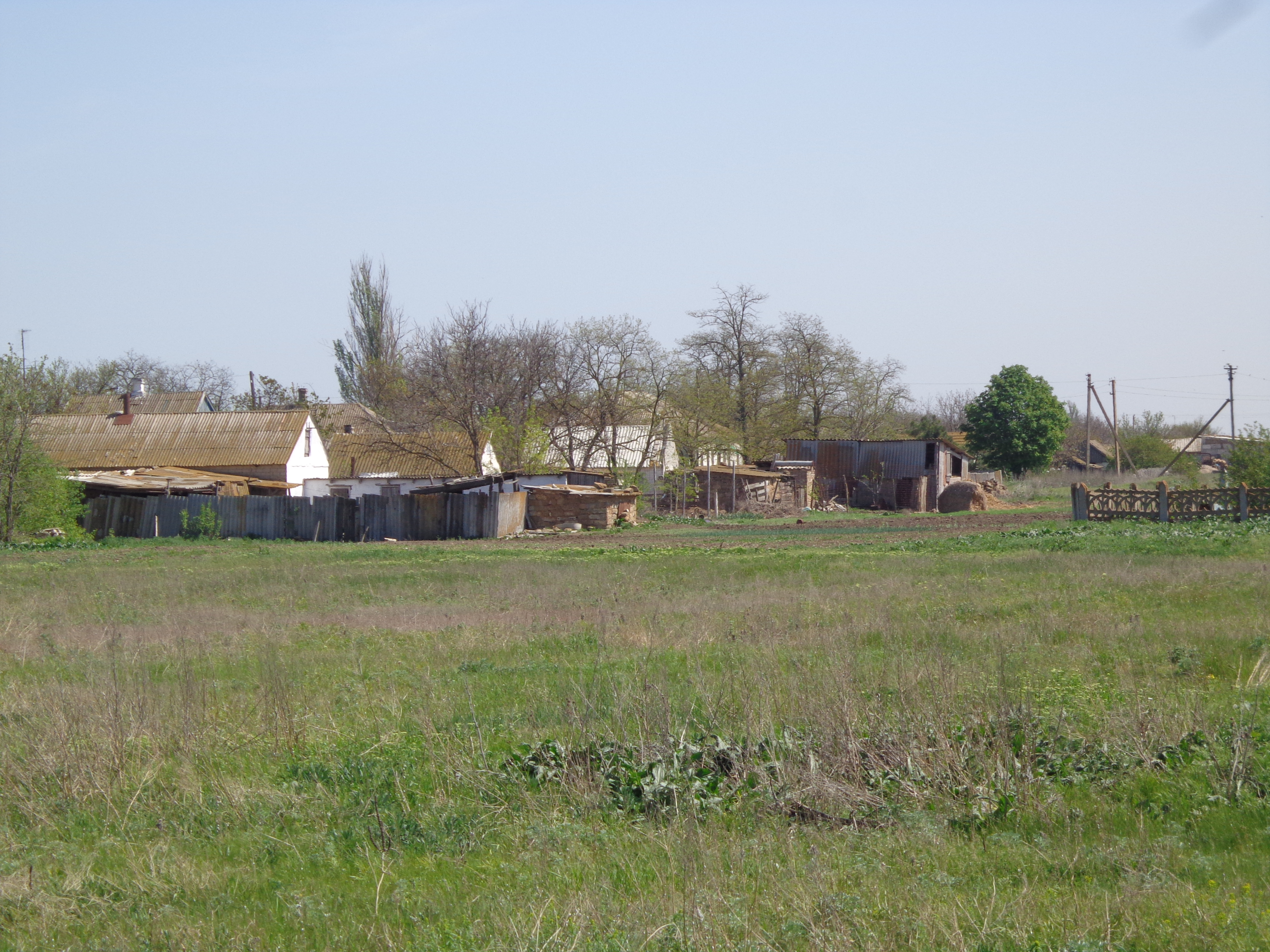
Вид с автозаправки на сельские дома
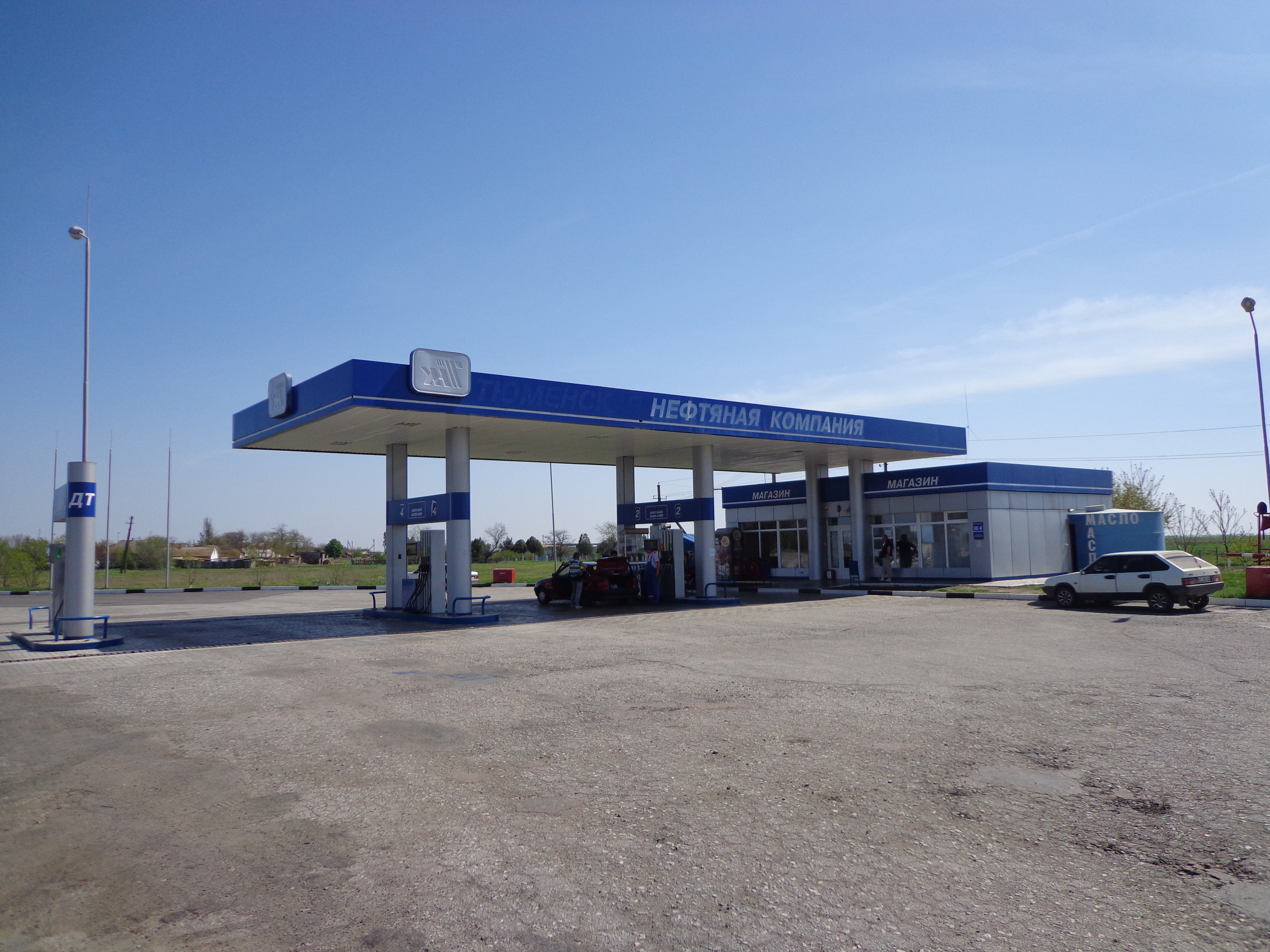
Автозаправка